# Helmut Kallmeyer
Helmut Kallmeyer, né le 8 octobre 1910 à Hambourg et mort le 27 septembre 2006 est un criminel de guerre nazi.

## Biographie
En 1941, il est recruté par Viktor Brack dans l'Aktion T4. Avec August Becker et Albert Widmann, il est l'un des trois chimistes principalement impliqués dans le programme. Ces hommes, familiers de l'utilisation du gaz et des poisons, fournissent des services professionnels essentiels pour la réussite de ces assassinats.
Une lettre d'Alfred Wetzel du ministère du Reich des territoires de l'Est  à Hinrich Lohse atteste que Viktor Brack voulait que les Juifs handicapés soient gazés à Riga.
En janvier 1941 il est envoyé par Viktor Brack à Riga pour la création d'installations de gazage afin de superviser les opérations,.
Après la guerre, il déclare qu'il n'est jamais allé à Riga. En fait, il était à Lublin au début de 1942 pour un travail particulier. Apparemment, Kallmeyer retourne à Berlin, après une semaine, où il lui a été demandé de commencer une analyse de l'eau potable. Il a été admis à l'hôpital le 28 février 1942, malade du typhus. Puis il a été transféré à l'Institut technique de Berlin. Le nom de Kallmeyer apparaît sur les documents KTI impliquant la livraison de gaz et poisons à des centres d'euthanasie T4. La lettre de Kallmeyer du 2 mai 1944 comprend un ordre, au nom de KTI, pour l'envoi de " 15 bouteilles de Kohlenoyd ".
En 1946, il est interrogé en tant que témoin dans le cadre du procès des médecins de Nuremberg. Il a nié avoir été au courant de tout ce qui concerne les meurtres par euthanasie. Il a minimisé son travail ultérieur à KTI ; il a affirmé qu'il n'avait jamais rien eu à voir avec le gaz et le poison.
Après la guerre, il travaille comme un haut fonctionnaire dans le Bureau de statistique à Hambourg et à Kiel. Plus tard, il travaille pour l'Organisation des Nations unies à Cuba et au Ghana pour alimentation et l'agriculture. il a rencontré Horst Schumann et sa femme au Ghana en 1960. Schumann était recherché en raison de ses activités dans les centres d'euthanasie de Sonnenstein et Grafeneck (en), et ses expériences ultérieures à Auschwitz.